# Work (Iggy Azalea)
Work è un singolo dalla rapper australiana Iggy Azalea, pubblicato il 17 marzo 2013 nel Regno Unito, come primo estratto dall'album d'esordio, The New Classic.

## Descrizione
Work è stato scritto dalla stessa Azalea insieme a Natalie Sims, Trocon Markous Roberts e The Invisible Men ed è stato prodotto da quest'ultimo con 1st Down.

## Tracce
Download digitale
1. Work – 3:43 (Amethyst Kelly, Natalie Sims, Trocon Markous Roberts, The Invisible Men)

## Classifiche
| Classifica (2013) | Posizione massima |
| ----------------- | ----------------- |
| Belgio (Fiandre)  | 61                |
| Canada            | 87                |
| Irlanda           | 42                |
| Libano            | 10                |
| Regno Unito       | 17                |
| Stati Uniti       | 54                |